# Castell de Canyelles
El castell de Canyelles és una edificació del segle xv del municipi de Canyelles (Garraf), declarada bé cultural d'interès nacional.

## Descripció
El castell de Canyelles està situat al costat de l'església de Santa Magdalena, amb la façana de la qual forma un angle. Les restes conservades són fonamentalment, una torre de planta circular i un fragment de muralla amb cinc merlets. La torre és inserida al llenç de muralla. La façana contigua a la de l'església presenta un porxo de dos arcs escarsers amb bancs, damunt del qual hi ha un terrat. El conjunt, situat en la zona més elevada del nucli, configura la imatge del poble de Canyelles.
De la construcció existent el 1478 es conserva una torre de planta circular força alta. Té un diàmetre intern de poc més de 2 m i els murs tenen un gruix d'uns 135 cm a peu pla. A la part alta les parets són molt més primes, d'uns 80 cm. Segons es veu en la paret superior, és feta de pedres gairebé sense treballar i més o menys arrenglerades. A la zona alta hi ha unes petites espitlleres. La porta principal es devia trobar a nivell del primer pis. A l'est de la torre hi ha un mur corbat d'un gruix d'1,2 m, que podria pertànyer a la fortalesa medieval. Totes les sales i construccions modernes edificades al voltant de la torre són tancades per una muralla, també moderna, que corresponen a les obres dutes a terme fins a l'1858.

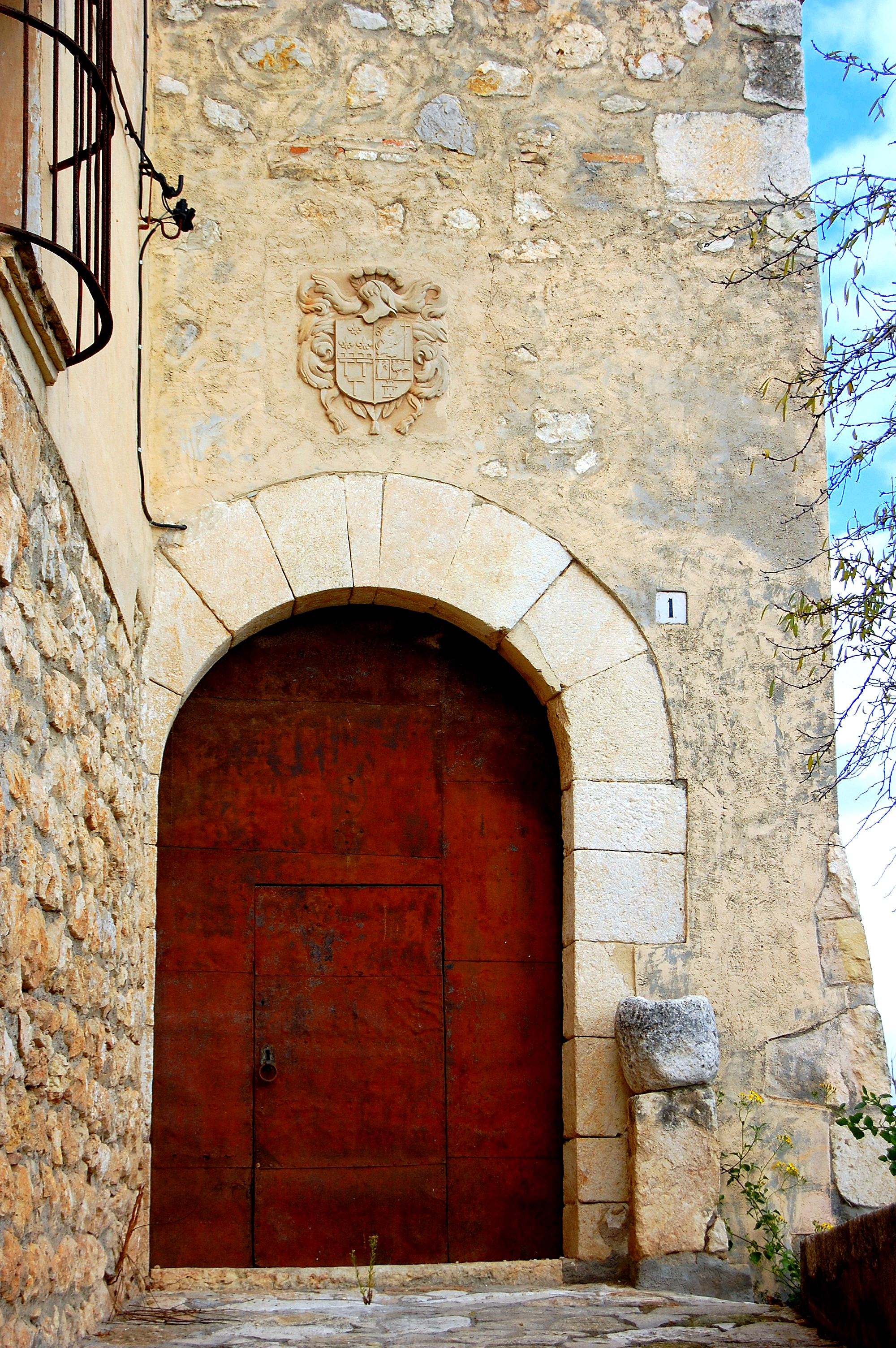
Portal adovellat del castell

## Història
Es tracta d'una construcció documentada del 1478, però basada possiblement en una torre de defensa més antiga (documentada ja al 976) vinculada al castell d'Olèrdola. La importància d'aquesta fortificació al llarg de la història ha estat com a protecció auxiliar del castell d'Olèrdola, alhora que contribuïa a defensar la ruta natural entre Vilafranca del Penedès i el mar (Vilanova i la Geltrú).
Fins a principi del segle xii, el castell de Canyelles, sota Olèrdola, se situava entre el món carolingi del nord i l'islàmic del sud. Però aquesta terra independent dels uns i els altres caigué en mans dels almoràvits, que el 1107 deixaren despoblada tota la província i envaïren el castell d'Olèrdola, que ja no se’n va aixecar més. Aleshores, Canyelles va reforçar la seva funció de clau de pas entre la costa i l'interior.
El castell ha estat històricament propietat dels barons de Canyelles, els quals exerciren el seu poder, en temps de pau, cobrant el dret de pontatge per damunt de la riera. El 1200, Dalmau Canyelles fou castlà de Vilafranca. El 1393, el rei Joan I el va lliurar a Guillem de Sagarriga, cirurgià de la casa reial. Al cap de poc temps, va passar a una família benestant, els Marquet, que el van mantenir durant diverses generacions.
L'any 1627, el bisbe Joan Sentís erigí en parròquia l'església de Santa Magdalena, situada al costat del castell. Posteriorment, aquest va passar a mans de la família Terrè. L'any 1769, un reial decret de Carles III va confirmar l'antiga baronia a favor de Raimunda de Minguella-Terré i Boatella, casada en segones noces amb Domènec Jeroni de Bouffard, ciutadà francès i oficial de la Guàrdia Valona. Fou succeït pel seu fill Ramon Josep de Boufard i de Minguella (1780-1855), que el 1852 va iniciar la restauració del castell, acabada el 1858 pel seu fill Ferran de Bouffard i Dagués (1815-1872), que també va ampliar la sagristia de la capella i va rematar la muralla davantera.
L'any 1920, la propietat va passar a Josep Escuder i Ferrer, procurador del baró. A mitjan 1930, castell i terres foren comprats per la família Reguera, que les va continuar explotant com a finca agrícola. Miquel Salinas i Bofill el comprà el 1982 i hi va fer importants reformes per adequar-lo per a residència familiar.